# Bernard De Giusti
Pour les articles homonymes, voir Giusti (patronyme).
Pas d'image ? Cliquez ici

a Compétitions nationales et continentales officielles uniquement.

Dernière mise à jour le 3 mars 2023.
Bernard De Giusti, né le 16 février 1972, est un ancien joueur de rugby à XV évoluant au poste de troisième ligne aile.

## Carrière de joueur

### En club
Bernard De Giusti est formé à La Salvetat-Saint-Gilles, avant de rejoindre le SC Graulhet, puis l'US Colomiers.
Le 30 janvier 1999, il joue avec Colomiers la finale de la Coupe d'Europe au Lansdowne Road de Dublin face à l'Ulster, les Columérins s'inclinant 21 à 6.
L'année suivante, il participe à la finale du Championnat de France que son club perd face au Stade français.
Il met un terme à sa carrière de joueur en 2006, et devient dans la foulée entraîneur adjoint de son club,.

## Palmarès

### En club (joueur)

#### Avec leSC Graulhet
- Challenge de l'Espérance :
  - Vainqueur (1) : 1994

#### Avec l'US Colomiers
- Challenge européen :
  - Vainqueur (1) : 1998
- Coupe d'Europe :
  - Finaliste (1) : 1999
- Championnat de France de première division :
  - Vice-champion (1) : 2000
- Championnat de France de Fédérale 1 :
  - Vainqueur (1) : 2005

### En club (entraîneur)
- Championnat de France de Fédérale 1 :
  - Champion (1) : 2008

### En sélection nationale
- International France A.

## Carrière d'entraîneur

### En club
- US Colomiers entre 2006 et 2007.

Pendant la saison 2006/2007, il fait monter le club en Pro D2.
- AS Fleurance depuis 2019